# Philodromus pernix
Philodromus pernix este o specie de păianjeni din genul Philodromus, familia Philodromidae, descrisă de Blackwall, 1846. Conform Catalogue of Life specia Philodromus pernix nu are subspecii cunoscute.